# Peter Vanlaet
Peter Clementine Louis Vanlaet (Halle, 3 juni 1967) is een Vlaams zanger en liedjesschrijver. Hij is vooral bekend als zanger van Mama's Jasje.

## Muzikale loopbaan
Als zanger van de groep Mama's Jasje brak Vanlaet in 1991 door in Vlaanderen met het nummer Zo ver weg. Het was de eerste van een reeks hits, waaronder Doe het licht maar uit, Teken van leven en Regenboog. Na drie cd's hield de originele bezetting in 1993 op te bestaan. Vanlaet vond in Gunter Van Campenhout een nieuwe compagnon.
In 1996 nam Vanlaet solo deel aan De Gouden Zeemeermin, dat jaar de Belgische voorronde voor het Eurovisiesongfestival. Hij trad aan met Er is iets, dat op de vierde plaats strandde maar hem in de Vlaamse hitlijsten wel zijn eerste solohit opleverde. Kort hierna bracht hij zijn eerste soloalbum Hartslag uit, dat redelijk succesvol was.
Na een korte sabbatperiode in de lente van 1997 ging Peter Vanlaet weer verder met Mama's Jasje en in de zomer van dat jaar scoorden ze een grote hit met Als de dag van toen, een bewerking van het origineel van Reinhard Mey. Deze single was afkomstig van Hommages, een album vol covers van Nederlandstalige klassiekers waarmee de groep op nummer 1 belandde van de Vlaamse albumlijst.
In 2000 bracht Peter Vanlaet een Franstalig soloalbum uit (Autrement), een jaar later gevolgd door het Nederlandstalige album Tweeling. Eind 2001 nam hij samen met Walter Grootaers het duet Gedachten zijn vrij op, dat diende als titelsong voor het tweede seizoen van het tv-programma Big Brother. Het werd een nummer 1-hit in de Vlaamse Top 10. Ondertussen bleef Vanlaet ook met Mama's Jasje populair.
In 2002 verliet Gunter Van Campenhout de groep. Hij werd vervangen door Jan Vanlaet, de broer van Peter, waarna Van Campenhout in 2006 terugkeerde. Begin 2011 volgde echter opnieuw een split tussen Peter Vanlaet en Van Campenhout. Vanlaet ging verder met Jan Schepens aan zijn zijde. Begin maart 2012 besliste Schepens echter om Mama's Jasje te verlaten wegens conflicten met de voormalige platenmaatschappij, die verhinderde dat hun cd uitkwam.
In februari 2016, na een stilte van vijf jaar, stond Peter Vanlaet weer op de planken met een nieuw project: Peter Vanlaet en de Wolven. Onder deze naam werden twee nummers uitgebracht (Dat ik wakker word en Steel niet), die echter geen grote hits werden. Vanaf 2017 begon Vanlaet opnieuw muziek uit te brengen onder de naam Mama's Jasje, waarmee hij ook weer meer in de schijnwerpers kwam te staan. In 2020 deed hij mee aan het televisieprogramma Liefde voor Muziek.

## Discografie

### Albums
| Album met hitnotering(en) in de Vlaamse Ultratop 200 albums | Datum van verschijnen | Datum van binnenkomst | Hoogste positie | Aantal weken | Opmerkingen |
| ----------------------------------------------------------- | --------------------- | --------------------- | --------------- | ------------ | ----------- |
| Hartslag                                                    | 1996                  | 15-06-1996            | 27              | 11           |             |
| Autrement                                                   | 2000                  | -                     |                 |              |             |
| Tweeling                                                    | 2001                  | -                     |                 |              |             |

### Singles
| Single met hitnotering(en) in de Vlaamse Ultratop 50 | Datum van verschijnen | Datum van binnenkomst | Hoogste positie | Aantal weken | Opmerkingen                                                             |
| ---------------------------------------------------- | --------------------- | --------------------- | --------------- | ------------ | ----------------------------------------------------------------------- |
| Er is iets                                           | 1996                  | 13-04-1996            | 29              | 9            | Nr. 8 in de Vlaamse Top 10                                              |
| Ik hou m'n adem even in                              | 1996                  | 24-08-1996            | 49              | 2            |                                                                         |
| Zij                                                  | 1996                  | 26-10-1996            | tip15           | -            |                                                                         |
| Zwarte regen                                         | 2001                  | 31-03-2001            | tip8            | -            | Nr. 6 in de Vlaamse Top 10                                              |
| Ik heb je lief                                       | 2001                  | 11-08-2001            | tip13           | -            | Nr. 9 in de Vlaamse Top 10                                              |
| Gedachten zijn vrij                                  | 2001                  | 20-10-2001            | 14              | 12           | met Walter Grootaers / Titelsong Big Brother Nr. 1 in de Vlaamse Top 10 |
| Steel niet                                           | 2016                  | 13-02-2016            | tip40           | -            | Nr. 16 in de Vlaamse Top 50                                             |
| Aan en uit                                           | 2020                  | 18-04-2020            | tip6            | -            | Uit Liefde voor muziek Nr. 7 in de Vlaamse Top 50                       |
| Waarom                                               | 2020                  | 02-05-2020            | tip             | -            | Uit Liefde voor muziek                                                  |
| Zeg het vandaag                                      | 2020                  | 02-05-2020            | tip16           | -            | Uit Liefde voor muziek Nr. 14 in de Vlaamse Top 50                      |
| Utopia                                               | 2020                  | 09-05-2020            | tip             | -            | Uit Liefde voor muziek Nr. 33 in de Vlaamse Top 50                      |
| Alweer een hart                                      | 2020                  | 16-05-2020            | tip             | -            | Uit Liefde voor muziek                                                  |